# Galat de epigalocatechină
Galatul de epigalocatechină (sau EGCG, din engleză Epigallocatechin gallate), cunoscut de asemenea și sub numele de 3-galat de epigalocatehină, este un ester de epigalocatehină și acid galic, și este un tip de catehină.
EGCG, cel mai abundent catechin din ceai, este un polifenol care a făcut subiectul unui număr mare de cercetări clinice, ce au  investigat potențialul său de a ajuta sănătatea umană și de a ameliora unele boli. EGCG este folosit în multe suplimente alimentare.